# Val Stabelchod
Le val Stabelchod est une petite vallée étroite située dans le Parc national suisse entre Zernez et le col de l'Ofen.
C'est sous une falaise du fond de cette vallée qu'ont été réintroduits depuis 1991 plusieurs gypaètes barbus.

## Géographie
Le val Stabelchod est une vallée latérale au val dal Spöl, qui démarre au niveau du parking P8/P9 entre Buffalora et Il Fuorn, perpendiculairement à la route principale 28 qui relie Zernez à Santa Maria Val Müstair en passant par le col de l'Ofen.
Le bas du vallon, à 1 900 m d'altitude environ, est constitué d'un grand pré entouré d'une forêt de pins cembros, dans lequel se trouvait autrefois une ferme, qui sert à présent d'abri aux gardiens du parc. Ce pré héberge une colonie de marmottes. Après un court passage entre les conifères, le visiteur remonte la rivière puis débouche sur un deuxième pré, qui se prolonge en altitude jusqu'aux nombreux pierriers issus des sommets environnants. En haut de ce pré, sur le versant sud-ouest, de nombreux cerfs élaphes côtoient entre autres des bouquetins et des chamois. Plus bas, mais néanmoins à distance respectable des randonneurs, qui ne doivent pas quitter le sentier, se trouve le rocher des gypaètes.

## Protection environnementale

### Réintroduction du gypaète barbu
Face à la diminution inexorable et rapide des effectifs de ce vautour à barbiche, un programme de réintroduction a été décidé conjointement par plusieurs pays alpins. Il a abouti aux lâchers de gypaètes en Savoie dans la chaîne des Aravis et le chaînon du Bargy, en Autriche dans les Hohe Tauern, en Italie dans le parc national du Stelvio et en Suisse dans le Parc national suisse. Le premier lâcher suisse a eu lieu en 1991, et c'est en mars 2007 que le programme suisse a vécu son plus grand succès avec la naissance d'un jeune gypaète.

### Information
Le sentier qui relie les parkings P8 et P9 au P7 via Margunet est ponctué de panneaux pédagogiques illustrant en quatre langues la diversité de la faune, de la flore et des particularités climatiques et géologiques du parc national. C'est un des endroits de Suisse où la probabilité d'apercevoir un gypaète barbu est la plus élevée.